# Glog
Um glog (uma combinação das palavras gráfico e blog) é uma página web multimédia online que combina texto, fotografias, vídeos, sons, gráficos, hiperligações e outros elementos de media. Um glog pode ser criado com vários objectivos claros para mostrar compreensão ou em resposta a diversas matérias. É mais usado para a transmissão de emoções ou articular literacia digital durante o ensino numa sala de aula. Concebe-se um glog com uma tecnologia Flash de arrastar e largar e não requer qualquer tipo de programação. Como um glog tem o seu próprio URL e código HTML, pode ser partilhado em diversas plataformas ao se colar o código ou hiperligação em outros sites web ou aplicações.

## História
A palavra glog foi inventada em 2007 em Praga, República Checa, pela Glogster a.s. O termo foi criado para significar um cartaz digital online. Ao contrário dos blogs, que são criados em milhares de sites da Internet, podem criar blogs somente dois websites principais; Glogster, para a expressão individual e Glogster EDU, para a apresentação em sala de aula de conhecimentos e competências. Existem, actualmente, mais de três milhões de glogs diariamente em exibição na Internet. Pode-se publicar um glog em outros sites da Internet, wikis, blogs e quaisquer outros media ou aplicações que aceitem um simples código HTML.
Criou-se uma série interessante de palavras adicionais a partir da raiz glog. Se uma pessoa está a construir um glog, então está a glogar.  Uma pessoa que cria um glog é um glogger. Actualmente, existem vários milhões de gloggers em mais de 225 países em todo o mundo. As competências necessárias para compreender como se cria um glog são universais, contudo já existem instruções para criar um glog em português e inglês.
No Brasil, em 2005 foi criado um coletivo chamado GloGs, que hoje se tornou uma agência digital muito conceituada que atua em parceria com o Google na criação de ambientes multimídia focados em comunicação multi-meios e publicidade online.

## Utilidades
Como os glogs são criados com o uso de multimédia e o produto final é uma função da criatividade individual, podem ser utilizados para uma gama de objectivos. Como escape expressivo, os glogs são mais comuns nas seguintes áreas: amor, música, amigos, família, poemas, entretenimento, arte, celebridades, moda, design, filmes e viagens. No âmbito educativo, as categorias de glog mais comuns incluem: química, acontecimentos actuais, ciência da terra, ecologia, economia, línguas, ciências ambientais, história, artes, ciências da vida, ciências físicas, matemática, leitura, ciências sociais e tecnologia.
As mulheres são quem usa mais os glogs com idades compreendidas entre  13 e 24 anos. Os glogs educativos são normalmente criados por educadores/professores, estudantes, bibliotecários e pessoal da tecnologia educativa, sendo mais comuns em ambientes K-12, mas também são populares em grandes universidades.

## Aplicações educativas e exemplos
Na era da literacia digital emergente, os glogs são instrumentos que ajudam os alunos a exprimir os seus conhecimentos e competências num ambiente multimédia. Como substituto do projecto dos tradicionais cartazes normalmente feitos de papel, fotografias, marcadores, recortes e molduras, os glogs são cartazes online que incorporam texto digital, fotografias, vídeos, sons, gráficos e cores  exibidos e apresentados em monitores de computador, projectores ou quadros brancos digitais. Um glog pode ser criado num ambiente educativo online seguro e privado que pode ser monitorado pelo professor ou aluno, não sendo visto por outros que não participem da sala de aula virtual. 